# São Cristóvão e Neves nos Jogos Olímpicos de Verão de 2012
São Cristóvão e Neves competiu nos Jogos Olímpicos de Verão de 2012, que aconteceram na cidade de Londres, no Reino Unido, de 27 de julho até 12 de agosto de 2012.

## Atletismo
Os atletas de São Cristóvão e Neves até agora alcançaram índices de classificação nos seguintes eventos (máximo de três atletas por índice A e um por índice B):
Eventos com um atleta classificado por índice A:
- 100 m masculino

Eventos com um atleta classificado por índice B:
- 200 m masculino
- 100 m feminino